# SMPP
| Sigles de 2 caractères   |
| Sigles de 3 caractères   |
| ► Sigles de 4 caractères |
| Sigles de 5 caractères   |
| Sigles de 6 caractères   |
| Sigles de 7 caractères   |
| Sigles de 8 caractères   |

SMPP est le sigle de Short Message Peer to Peer, un protocole standard d'échange qui permet d'envoyer des SMS vers des opérateurs téléphoniques.
Il est généralement utilisé par les fournisseurs de contenus. Il utilise en général deux connexions TCP/IP, une pour l'envoi de données (Transmitter) et l'autre pour la réception (Receiver). Il existe un autre mode (Transceiver) où l'envoi et la réception de données sont faits sur la même connexion TCP/IP.